# Nicolás Pereira
Nicolás Pereira (* 29. September 1970 in Salto, Uruguay) ist ein ehemaliger venezolanischer Tennisspieler.

## Leben
Pereira gewann 1988 die Juniorenturniere der French Open, von Wimbledon und der US Open und wurde anschließend Tennisprofi. Er machte im darauf folgenden Jahr durch Siege über Topspieler wie Brad Gilbert, Tim Mayotte und Stefan Edberg von sich reden. Allerdings gelang es ihm zunächst nicht, einen Titel zu gewinnen. Erfolgreicher war er in der Doppelkonkurrenz, 1990 gewann er mit Kelly Evernden das Turnier in Wellington und stand mit Diego Nargiso im Finale von Rotterdam. Im Jahr darauf verteidigte er mit Luiz Mattar seinen Titel in Wellington und erreichte an der Seite von Pete Sampras das Finale von Orlando. In dieser Zeit spielte er im Einzel hauptsächlich auf der ATP Challenger Tour, wo er die Turniere von Lins, São Paulo und Guarujá gewinnen konnte. 1994 gewann Pereira in Bogotá seinen ersten Einzeltitel auf der ATP World Tour, sein zweiter und letzter Titel folgte 1996 in Newport, im selben Jahr feierte er an der Seite von David Rikl auch seinen dritten und letzten Doppeltitel. Seine höchste Notierung in der Tennis-Weltrangliste erreichte er 1996 mit Position 74 im Einzel sowie 1990 mit Position 44 im Doppel.
Sein bestes Einzelergebnis bei einem Grand-Slam-Turnier war das Erreichen der dritten Runde der US Open 1995. In der Doppelkonkurrenz stieß er bei den French Open, in Wimbledon sowie bei den US Open jeweils bis ins Achtelfinale vor.
Pereira spielte zwischen 1987 und 1997 35 Einzel- sowie 17 Doppelpartien für die venezolanische Davis-Cup-Mannschaft. Sein größter Erfolg mit der Mannschaft war die Teilnahme an der Weltgruppen-Relegation 1995 gegen Dänemark. Bei der knappen 2:3-Niederlage konnte er an der Seite von Maurice Ruah das Doppel sowie das Einzel gegen Frederik Fetterlein gewinnen, verlor jedoch gegen Kenneth Carlsen. Bei den Olympischen Sommerspielen 1996 trat er für Venezuela im Einzel und im Doppel an. Mit Juan Carlos Bianchi unterlag er in der ersten Runde dem japanischen Doppel. Er konnte seine Erstrundenbegegnung gegen Hernán Gumy gewinnen und schied in der zweiten Runde gegen den späteren Bronzemedaillengewinner Leander Paes aus.

## Erfolge
| Legende                       |
| Grand Slam                    |
| Tennis Masters Cup            |
| ATP Masters Series            |
| ATP International Series Gold |
| ATP International Series (5)  |
| ATP Challenger Tour (12)      |

### Einzel

#### Turniersiege

##### ATP Tour
| Nr. | Datum              | Turnier | Belag | Finalgegner    | Ergebnis      |
| --- | ------------------ | ------- | ----- | -------------- | ------------- |
| 1.  | 12. September 1994 | Bogotá  | Sand  | Mauricio Hadad | 6:3, 3:6, 6:4 |
| 2.  | 8. Juli 1996       | Newport | Rasen | Grant Stafford | 4:6, 6:4, 6:4 |

##### Challenger Tour
| Nr. | Datum             | Turnier         | Belag     | Finalgegner          | Ergebnis      |
| --- | ----------------- | --------------- | --------- | -------------------- | ------------- |
| 1.  | 29. Juli 1991     | Lins            | Sand      | Luis Lobo            | 2:6, 6:3, 7:6 |
| 2.  | 5. August 1991    | São Paulo       | Sand      | Martin Stringari     | 6:3, 6:2      |
| 3.  | 7. September 1992 | Guarujá         | Hartplatz | Roberto Jabali       | 6:4, 6:4      |
| 4.  | 28. März 1994     | San Luis Potosí | Sand      | Luis-Enrique Herrera | 6:7, 6:2, 6:2 |
| 5.  | 7. August 1995    | Rio de Janeiro  | Hartplatz | João Cunha e Silva   | 7:5, 6:3      |

### Doppel

#### Turniersiege

##### ATP Tour
| Nr. | Datum             | Turnier        | Belag     | Partner        | Finalgegner                         | Ergebnis      |
| --- | ----------------- | -------------- | --------- | -------------- | ----------------------------------- | ------------- |
| 1.  | 1. Januar 1990    | Wellington (1) | Hartplatz | Kelly Evernden | Sergio Casal Emilio Sánchez Vicario | 6:4, 7:6      |
| 2.  | 31. Dezember 1990 | Wellington (2) | Hartplatz | Luiz Mattar    | John Letts Jaime Oncins             | 4:6, 7:6, 6:2 |
| 3.  | 9. September 1996 | Bogotá         | Sand      | David Rikl     | Pablo Campana Nicolás Lapentti      | 6:3, 7:6      |

##### Challenger Tour
| Nr. | Datum              | Turnier         | Belag     | Partner                | Finalgegner                           | Ergebnis      |
| --- | ------------------ | --------------- | --------- | ---------------------- | ------------------------------------- | ------------- |
| 1.  | 1. Juli 1991       | Salerno         | Sand      | Marcos Ondruska        | Emilio Benfele Álvarez Pietro Pennisi | 6:4, 6:4      |
| 2.  | 27. Juli 1992      | Lins            | Sand      | João Cunha e Silva     | Cássio Motta Fernando Roese           | 6:3, 6:4      |
| 3.  | 21. September 1992 | Bogotá          | Sand      | Mario Tabares          | William Kyriakos Fernando Meligeni    | 7:6, 7:5      |
| 4.  | 19. Juli 1993      | Belo Horizonte  | Hartplatz | Ricardo Acioly         | Fernando Roese Felipe Rivera          | 7:6, 5:7, 6:3 |
| 5.  | 4. April 1994      | Puerto Vallarta | Hartplatz | Pablo Albano           | Paul Kilderry Simon Youl              | 6:4, 3:6, 7:6 |
| 6.  | 5. Juli 1995       | Annenheim       | Rasen     | Diego Nargiso          | Karsten Braasch Jörn Renzenbrink      | 6:7, 6:4, 7:6 |
| 7.  | 31. Juli 1995      | Brasília        | Hartplatz | Jean-Philippe Fleurian | Noam Behr Lior Mor                    | 7:6, 6:2      |

#### Finalteilnahmen
| Nr. | Datum            | Turnier      | Belag     | Partner                | Finalgegner                      | Ergebnis      |
| --- | ---------------- | ------------ | --------- | ---------------------- | -------------------------------- | ------------- |
| 1.  | 26. Februar 1990 | Rotterdam    | Teppich   | Diego Nargiso          | Leonardo Lavalle Jorge Lozano    | 3:6, 6:7      |
| 2.  | 1. April 1991    | Orlando      | Hartplatz | Pete Sampras           | Luke Jensen Scott Melville       | 7:6, 6:7, 3:6 |
| 3.  | 14. August 1995  | New Haven    | Hartplatz | Leander Paes           | Rick Leach Scott Melville        | 6:7, 4:6      |
| 4.  | 4. März 1996     | Mexiko-Stadt | Sand      | Emilio Sánchez Vicario | Donald Johnson Francisco Montana | 2:6, 4:6      |